# Humanity
『Humanity』（ヒューマニティ）は、SING LIKE TALKINGの5枚目のオリジナル・アルバム。ファンハウスより1992年2月26日に発売。

## 解説
SING LIKE TALKINGの名が知れ渡るきっかけになった作品であり、6曲目の「Rise」は旭化成のチューハイ「ハイリキ」のCMにタイアップされ好評を受けた事で同年8月19日にリカットされた。
2015年2月11日にはデジタルリマスターされ、高音質のブルースペック2CDで再発された。

## チャート成績
本作は1992年3月9日付のオリコンチャートにて最高位3位を獲得、売上枚数は14.4万枚となった。

## 収録曲
全作詞：藤田千章　作曲：佐藤竹善（特記以外），西村智彦（7），藤田千章（11）
全編曲：SING LIKE TALKING　ストリングス編曲：Lili Haydn / Martin Tillman
1. 飛べない翼
2. Hold On
3. 遥かな航海へ
4. Pray
5. With You
6. Rise
全般的な曲調や雰囲気は、本作から7ヶ月後の9月19日にリリースされたDREAMS COME TRUEの楽曲『決戦は金曜日』と似ているが、これは偶然ではない。というのも、この2つの曲は佐藤竹善の出演していたラジオ番組において行われた、「中村正人と佐藤竹善がそれぞれシェリル・リンの楽曲（「Got to be real」）をベースにして曲を作る」という企画による産物であり、いわば両グループによる一種の競作の関係にある。
7. Sunday Afternoon
「Hold On」のカップリング曲。
8. Slow Love Down
「Rise」のカップリング曲。
9. 感じるまま〜Humanity〜
10. 追憶〜窓辺の風景〜
11. I'm In Love
12. It's City Life
13. きっと　何時の日か
「Hold On」のカップリング曲。

## 参加ミュージシャン
SING LIKE TALKING
- 西村智彦: GUITARS, SPEAKING & COOKING
- 藤田千章: VOCALS, SYNTHESIZERS, ALL PROGRAMMING & DRIVING
- 佐藤竹善: LEAD VOCALS, PIANO, KEYBOARDS & BOOKING

MUSICIAN CREDIT
- ROD ANTOON: VOCALS, TALKING & ADDITIONAL KEYBOARDS
- RANDY JACKSON: BASS (1, 13)
- TRIS IMBODEN: DRUMS (5, 8, 13)
- TAKASHI NUMAZAWA: DRUMS (6, 10), ADDITIONAL DRUMS (1, 2)
- MICHAEL PAULO: SAXOPHONE (3)
- GERALD ALBRIGHT: SAXOPHONE (12, 13)
- DANIEL REYES: PERCUSSION (2, 8, 9)
- ALEX BROWN: VOCALS (9, 12)
- MORTONETTE JENKINS: VOCALS (9, 12)
- LILI HAYDN: VIOLIN (13)
- MARTIN TILLMAN: CELLO (13)
- LARRY FERGUSSON: RAP (6, 12)
- BRIAN "C-3PO" KINKEL: CLAPPING, SPEAKING & JOKING (9)